# 황학원
황학원(? ~ )은 조선민주주의인민공화국의 정치인이다. 내각 도시경영상 겸 조선로동당 중앙위원회 정치국 후보위원이다. 조선태권도협회 위원장 및 최고인민회의 제12기 대의원이다.

## 경력
2005년 12월 조선건축가동맹 중앙위 부위원장을 거쳐, 2008년 내각 도시경영상으로 재임 중이다. 2009년 9월 조선태권도협회 위원장에 임명되었다. 2010년 9월, 조선로동당 중앙위원회 후보위원에 선임되었다.

## 최고인민회의 대의원
2009년 4월 최고인민회의 제12기 대의원으로 선출되었다.

## 기타
2011년 김정일 사망 당시에 국가장의위원회 위원을 맡았다.